# WWE Extreme Rules
WWE Extreme Rules – cykl corocznych gal profesjonalnego wrestlingu produkowanych przez federację WWE i nadawanych na żywo w systemie pay-per-view oraz na WWE Network. Trzon nazwy pochodzi od terminu „Extreme Rules”, którego WWE używa go do określania walk na zasadach hardcore wrestlingu; nieaktywna obecnie federacja Extreme Championship Wrestling (ECW) oryginalnie używała terminu do określania wszystkich walk.
Nazwa została wprowadzona w 2009, jednakże motyw gali ma związek z jego prekursorem, cyklem One Night Stand, które zostało promowane w 2005 i 2006 jako gale powracającego ECW. W 2007 federacja promowała galę jako jedną z kalendarza gal pay-per-view WWE, lecz utrzymało koncept Extreme Rules matchów jako motywu gali. W 2009 WWE zmieniło nazwę One Night Stand na Extreme Rules. Gala z 2009 była notowana przez WWE jako bezpośredni kontynuator chronologii cyklu gal One Night Stand, jednakże gala z 2010 była później promowana jako gala z nowej chronologii, nie będąca już kontynuatorem cyklu One Night Stand. Rozpoczynając od 2010, Extreme Rules zostało przeniesione z czerwca do późnego kwietnia/początku maja zastępując Backlash jako „pierwszą galę PPV po WrestleManii”. W 2013 gala odbyła się w środku maja zastępując Over the Limit, które zostało przeniesione na październik, lecz potem zostało usunięte z kalendarza PPV i zastąpione przez Battleground.
Po przywróceniu podziału WWE na brandy w 2016, cykl oraz przyszłoroczna edycja stały się własnością brandu Raw. W 2018 zniesiono podział gal pay-per-view dla konkretnych brandów, zaś produkcję gal przeniesiono na lipiec.

## Lista gal
|  | Gala brandu Raw |

| Gala                                           | Lokalizacja                 | Arena                  | Walka wieczoru |
| ---------------------------------------------- | --------------------------- | ---------------------- | --- |
| Extreme Rules (2009) 7 czerwca 2009            | Nowy Orlean, Luizjana       | New Orleans Arena      | Jeff Hardy (c) vs. CM Punk Singles match o World Heavyweight Championship                                                                                       |
| Extreme Rules (2010) 25 kwietnia 2010          | Baltimore, Maryland         | 1st Mariner Arena      | John Cena (c) vs. Batista Last Man Standing match o WWE Championship                                                                                            |
| Extreme Rules (2011) 1 maja 2011               | Tampa, Floryda              | St. Pete Times Forum   | The Miz (c) vs. John Cena vs. John Morrison Triple Threat Steel Cage match o WWE Championship                                                                   |
| Extreme Rules (2012) 29 kwietnia 2012          | Rosemont, Illinois          | Allstate Arena         | John Cena vs. Brock Lesnar Extreme Rules match |
| Extreme Rules (2013) 19 maja 2013              | Saint Louis, Missouri       | Scottrade Center       | Brock Lesnar vs. Triple H Steel Cage match |
| Extreme Rules (2014) 4 maja 2014               | East Rutherford, New Jersey | Izod Center            | Daniel Bryan (c) vs. Kane Extreme Rules match o WWE World Heavyweight Championship                                                                              |
| Extreme Rules (2015) 26 kwietnia 2015          | Rosemont, Illinois          | Allstate Arena         | Seth Rollins (c) vs. Randy Orton Steel Cage match o WWE World Heavyweight Championship                                                                          |
| Extreme Rules (2016) 22 maja 2016              | Newark, New Jersey          | Prudential Center      | Roman Reigns (c) vs. AJ Styles Extreme Rules match o WWE World Heavyweight Championship                                                                         |
| Extreme Rules (2017) 4 czerwca 2017            | Baltimore, Maryland         | Royal Farms Arena      | Seth Rollins vs. Samoa Joe vs. Finn Bálor vs. Bray Wyatt vs. Roman Reigns Fatal 5-Way Extreme Rules match wyłaniający pretendenta do WWE Universal Championship |
| Extreme Rules (2018) 15 lipca 2018             | Pittsburgh, Pensylwania     | PPG Paints Arena       | Dolph Ziggler (c) vs. Seth Rollins 30-minutowy Iron Man match o WWE Intercontinental Championship                                                               |
| Extreme Rules (2019) 14 lipca 2019             | Filadelfia, Pensylwania     | Wells Fargo Center     | Seth Rollins (c) vs. Brock Lesnar Singles match o WWE Universal Championship                                                                                    |
| The Horror Show at Extreme Rules 19 lipca 2020 | Orlando, Floryda            | WWE Performance Center | Braun Strowman vs. Bray Wyatt Wyatt Swamp Fight |
| Extreme Rules (2021) 26 września 2021          | Columbus, Ohio              | Nationwide Arena       | Roman Reigns (c) vs. "The Demon" Finn Bálor Extreme Rules match o WWE Universal Championship                                                                    |
| Extreme Rules (2022) 8 października 2022       | Filadelfia, Pensylwania     | Wells Fargo Center     | Matt Riddle vs. Seth "Freakin" Rollins Fight Pit match |

## Wyniki gal

### 2009
Extreme Rules (2009) – gala wrestlingu wyprodukowana przez federację World Wrestling Entertainment (WWE). Odbyła się 7 czerwca 2009 w New Orleans Arena w Nowym Orleanie w stanie Luizjana. Emisja była przeprowadzana na żywo w systemie pay-per-view. Była to pierwsza gala w chronologii cyklu Extreme Rules, która była bezpośrednią kontynuacją cyklu One Night Stand.
Podczas gali odbyło się dziesięć walk, w tym jedna nietransmitowana w telewizji. Walką wieczoru był Ladder match o World Heavyweight Championship, w którym Jeff Hardy pokonał mistrza Edge’a i zdobył tytuł. Po walce CM Punk wykorzystał swój kontrakt Money in the Bank, po czym pokonał Hardy’ego w minutę. Oprócz tego odbył się Submission match pomiędzy Johnem Ceną i Big Showem, jak również No Holds Barred match o WWE Intercontinental Championship pomiędzy wygranym Chrisem Jericho i przegranym Reyem Mysterio. Galę w systemie pay-per-view wykupiono 213 000 razy.
| Nr                                                                                    | Wyniki                                                                                  | Stypulacje                                                                                       | Czas  |
| ------------------------------------------------------------------------------------- | --------------------------------------------------------------------------------------- | ------------------------------------------------------------------------------------------------ | ----- |
| 1D                                                                                    | Mickie James i Kelly Kelly pokonały Beth Phoenix i Rosę Mendes                          | Tag team match                                                                                   | 15:24 |
| 2                                                                                     | Kofi Kingston (c) pokonał Montela Vontavious Portera, Williama Regala i Matta Hardy’ego | Fatal 4-Way match o WWE United States Championship                                               | 06:42 |
| 3                                                                                     | Chris Jericho pokonał Reya Mysterio (c)                                                 | No Holds Barred match o WWE Intercontinental Championship                                        | 14:43 |
| 4                                                                                     | CM Punk pokonał Umagę                                                                   | Samoan Strap match                                                                               | 08:59 |
| 5                                                                                     | Tommy Dreamer pokonał Christiana (c) i Jacka Swaggera                                   | Triple Threat hardcore match o ECW Championship                                                  | 09:38 |
| 6                                                                                     | Santina Marella "pokonała" Vickie Guerrero (c) i Chavo Guerrero                         | Handicap Hog Pen match o tytuł "Miss WrestleManii"                                               | 02:43 |
| 7                                                                                     | Batista pokonał Randy’ego Ortona (c)                                                    | Steel Cage match o WWE Championship                                                              | 07:03 |
| 8                                                                                     | John Cena pokonał Big Showa                                                             | Submission match                                                                                 | 19:06 |
| 9                                                                                     | Jeff Hardy pokonał Edge’a (c)                                                           | Ladder match o World Heavyweight Championship                                                    | 20:07 |
| 10                                                                                    | CM Punk pokonał Jeffa Hardy’ego (c)                                                     | Singles match o World Heavyweight Championship Punk wykorzystał swój kontrakt Money in the Bank. | 01:02 |
| (c) – mistrz/mistrzyni przed walkąD – walka była dark matchem (nietransmitowana w TV) |                                                                                         |                                                                                                  |       |

### 2010
Extreme Rules (2010) – gala wrestlingu wyprodukowana przez federację World Wrestling Entertainment (WWE). Odbyła się 25 kwietnia 2010 w 1st Mariner Arena w Baltimore w stanie Maryland. Emisja była przeprowadzana na żywo w systemie pay-per-view. Była to druga gala w chronologii cyklu Extreme Rules.
Podczas gali odbyło się dziewięć walk, w tym jedna nietransmitowana w telewizji. W walce wieczoru John Cena obronił WWE Championship pokonując Batistę w Last Man Standing matchu. W dolnej części karty Sheamus zdołał pokonać Triple H’a w walce Street Fight, zaś CM Punk nie został ogolony na łyso poprzez wygraną z Reyem Mysterio w hair matchu. Galę w systemie pay-per-view wykupiono 182 000 razy.
| Nr                                                                                    | Wyniki | Stypulacje                                                        | Czas  |
| ------------------------------------------------------------------------------------- | --- | ----------------------------------------------------------------- | ----- |
| 1D                                                                                    | Kofi Kingston pokonał Dolpha Zigglera | Singles match                                                     | –     |
| 2                                                                                     | The Hart Dynasty (David Hart Smith i Tyson Kidd) (z Natalyą i Bretem Hartem) wygrali eliminując jako ostatnich ShoMiz (Big Showa i The Miza) | Gauntlet match                                                    | 05:18 |
| 3                                                                                     | CM Punk (z Lukiem Gallowsem i Sereną) pokonał Reya Mysterio                                                                                  | Hair match Jeśli Punk przegra, będzie musiał ostrzyc się na łyso. | 15:57 |
| 4                                                                                     | JTG pokonał Shada Gasparda | Strap match                                                       | 04:41 |
| 5                                                                                     | Jack Swagger (c) pokonał Randy’ego Ortona | Extreme Rules match o World Heavyweight Championship              | 13:59 |
| 6                                                                                     | Sheamus pokonał Triple H’a | Street Fight                                                      | 15:46 |
| 7                                                                                     | Beth Phoenix pokonała Michelle McCool (c) (z Vickie Guerrero i Laylą)                                                                        | Extreme Makeover match o WWE Women’s Championship                 | 06:32 |
| 8                                                                                     | Edge pokonał Chrisa Jericho | Steel Cage match                                                  | 19:59 |
| 9                                                                                     | John Cena (c) pokonał Batistę | Last Man Standing match o WWE Championship                        | 24:34 |
| (c) – mistrz/mistrzyni przed walkąD – walka była dark matchem (nietransmitowana w TV) | |                                                                   |       |

### 2011
Extreme Rules (2011) – gala wrestlingu wyprodukowana przez federację WWE. Odbyła się 1 maja 2011 w St. Pete Times Forum w Tampie na Florydzie. Emisja była przeprowadzana na żywo w systemie pay-per-view. Była to trzecia gala w chronologii cyklu Extreme Rules.
Podczas gali odbyło się dziewięć walk, w tym jedna nietransmitowana w telewizji. Walką wieczoru był Triple Threat Steel Cage match o WWE Championship, w którym John Cena pokonał Johna Morrisona i poprzedniego mistrza The Miza zdobywając mistrzostwo. W Ladder matchu o zawieszony World Heavyweight Championship, Christian pokonał Alberto Del Rio. Galę w systemie pay-per-view wykupiono 209 000 razy.
| Nr                                                                                    | Wyniki                                                                       | Stypulacje                                                           | Czas    |
| ------------------------------------------------------------------------------------- | ---------------------------------------------------------------------------- | -------------------------------------------------------------------- | ------- |
| 1D                                                                                    | Sin Cara pokonał Tysona Kidda                                                | Singles match                                                        | Unknown |
| 2                                                                                     | Randy Orton pokonał CM Punka                                                 | Last Man Standing match The New Nexus było wyrzucone z okolic ringu. | 20:06   |
| 3                                                                                     | Kofi Kingston pokonał Sheamusa (c)                                           | Tables match o WWE United States Championship                        | 09:09   |
| 4                                                                                     | Michael Cole i Jack Swagger pokonali Jerry’ego Lawlera i Jima Rossa          | Tag team Country Whipping match                                      | 07:04   |
| 5                                                                                     | Rey Mysterio pokonał Cody’ego Rhodesa                                        | Falls Count Anywhere match                                           | 11:43   |
| 6                                                                                     | Layla pokonała Michelle McCool                                               | No Disqualification, No Countout Loser Leaves WWE match              | 05:24   |
| 7                                                                                     | Christian pokonał Alberto Del Rio                                            | Ladder match o zwakowany World Heavyweight Championship              | 21:05   |
| 8                                                                                     | Big Show i Kane (c) pokonali The Corre (Wade’a Barretta i Ezekiela Jacksona) | Lumberjack match o WWE Tag Team Championship                         | 04:15   |
| 9                                                                                     | John Cena pokonał The Miza (c) i Johna Morrisona                             | Triple Threat Steel Cage match o WWE Championship                    | 19:50   |
| (c) – mistrz/mistrzyni przed walkąD – walka była dark matchem (nietransmitowana w TV) |                                                                              |                                                                      |         |

### 2012
Extreme Rules (2012) – gala wrestlingu wyprodukowana przez federację WWE. Odbyła się 29 kwietnia 2012 w Allstate Arena w Rosemont w stanie Illinois. Emisja była przeprowadzana na żywo w systemie pay-per-view. Była to czwarta gala w chronologii cyklu Extreme Rules.
Podczas gali odbyło się dziewięć walk, w tym jedna podczas pre-show. W walce wieczoru John Cena pokonał powracającego Brocka Lesnara w Extreme Rules matchu. CM Punk obronił WWE Championship pokonując Chrisa Jericho w Chicago Street Fight, zaś Sheamus wygrał z Danielem Bryanem 2-out-of-3 falls match o World Heavyweight Championship z wynikiem 2-1. Galę w systemie pay-per-view wykupiono 263 000 razy.
| Nr                                                                   | Wyniki | Stypulacje                                              | Czas  |
| -------------------------------------------------------------------- | --- | ------------------------------------------------------- | ----- |
| 1P                                                                   | Santino Marella (c) pokonał The Miza                                                                          | Singles match o WWE United States Championship          | 5:00  |
| 2                                                                    | Randy Orton pokonał Kane’a                                                                                    | Falls Count Anywhere match                              | 16:45 |
| 3                                                                    | Brodus Clay (z Hornswogglem, Naomi i Cameron) pokonał Dolpha Zigglera (z Vickie Guerrero i Jackiem Swaggerem) | Singles match                                           | 4:17  |
| 4                                                                    | Cody Rhodes pokonał Big Showa (c)                                                                             | Tables match o WWE Intercontinental Championship        | 4:37  |
| 5                                                                    | Sheamus (c) pokonał Daniela Bryana z wynikiem 2–1                                                             | 2-out-of-3 falls match o World Heavyweight Championship | 22:55 |
| 6                                                                    | Ryback pokonał Aarona Relica i Jaya Hattona                                                                   | Handicap match                                          | 1:51  |
| 7                                                                    | CM Punk (c) pokonał Chrisa Jericho                                                                            | Chicago Street Fight o WWE Championship                 | 25:15 |
| 8                                                                    | Layla pokonała Nikki Bellę (c) (z Brie Bellą)                                                                 | Singles match o WWE Divas Championship                  | 2:45  |
| 9                                                                    | John Cena pokonał Brocka Lesnara                                                                              | Extreme Rules match                                     | 17:43 |
| (c) – mistrz/mistrzyni przed walkąP – walka miała miejsce w pre-show | |                                                         |       |

### 2013
Extreme Rules (2013) – gala wrestlingu wyprodukowana przez federację WWE. Odbyła się 19 maja 2013 w Scottrade Center w Saint Louis w stanie Missouri. Emisja była przeprowadzana na żywo w systemie pay-per-view. Była to piąta gala w chronologii cyklu Extreme Rules.
Podczas gali odbyło się dziewięć walk, w tym jedna podczas pre-show. W walce wieczoru Brock Lesnar pokonał Triple H’a w Steel Cage matchu. Odbył się Last Man Standing match o WWE Championship, gdzie mistrz John Cena obronił mistrzostwo pokonując Rybacka. Alberto Del Rio pokonał Jacka Swaggera w „I Quit” matchu o miano pretendenta do World Heavyweight Championship. Galę w systemie pay-per-view wykupiono 231 000 razy.
| Nr                                                                   | Wyniki                                                                                       | Stypulacje                                                               | Czas  |
| -------------------------------------------------------------------- | -------------------------------------------------------------------------------------------- | ------------------------------------------------------------------------ | ----- |
| 1P                                                                   | The Miz pokonał Cody’ego Rhodesa poprzez submission                                          | Singles match                                                            | 05:25 |
| 2                                                                    | Chris Jericho pokonał Fandango (z Summer Rae)                                                | Singles match                                                            | 08:34 |
| 3                                                                    | Dean Ambrose pokonał Kofiego Kingstona (c)                                                   | Singles match o WWE United States Championship                           | 06:48 |
| 4                                                                    | Sheamus pokonał Marka Henry’ego                                                              | Strap match                                                              | 07:57 |
| 5                                                                    | Alberto Del Rio (z Ricardo Rodriguezem) pokonał Jacka Swaggera (z Zebem Colterem)            | „I Quit” match wyłaniający pretendenta do World Heavyweight Championship | 11:30 |
| 6                                                                    | The Shield (Seth Rollins i Roman Reigns) pokonali Team Hell No (Kane’a i Daniela Bryana) (c) | Tornado tag team match o WWE Tag Team Championship                       | 07:24 |
| 7                                                                    | Randy Orton pokonał Big Showa                                                                | Extreme Rules match                                                      | 13:23 |
| 8                                                                    | John Cena (c) vs. Ryback zakończyło się remisem                                              | Last Man Standing match o WWE Championship                               | 21:26 |
| 9                                                                    | Brock Lesnar (z Paulem Heymanem) pokonał Triple H’a                                          | Steel Cage match                                                         | 20:09 |
| (c) – mistrz/mistrzyni przed walkąP – walka miała miejsce w pre-show |                                                                                              |                                                                          |       |

### 2014
Extreme Rules (2014) – gala wrestlingu wyprodukowana przez federację WWE. Odbyła się 4 maja 2014 w Izod Center w East Rutherford w stanie New Jersey. Emisja była przeprowadzana na żywo za pośrednictwem WWE Network oraz w systemie pay-per-view. Była to szósta gala w chronologii cyklu Extreme Rules.
Podczas gali odbyło się osiem walk, w tym jedna podczas pre-show. W Extreme Rules matchu będącym walką wieczoru Daniel Bryan pokonał Kane’a i obronił WWE World Heavyweight Championship, zaś The Shield (Dean Ambrose, Seth Rollins i Roman Reigns) pokonali powracającą grupę Evolution (Triple H’a, Randy’ego Ortona i Batistę) w six-man tag team matchu.
| Nr                                                                   | Wyniki | Stypulacje                                               | Czas  |
| -------------------------------------------------------------------- | --- | -------------------------------------------------------- | ----- |
| 1P                                                                   | El Torito (z Diego i Fernando) pokonał Hornswoggle’a (z Heathem Slaterem, Drewem McIntyre’em i Jinderem Mahalem)   | WeeLC match                                              | 10:55 |
| 2                                                                    | Cesaro (z Paulem Heymanem) pokonał Roba Van Dama i Jacka Swaggera (z Zebem Colterem)                               | Triple threat elimination match                          | 12:34 |
| 3                                                                    | Alexander Rusev (z Laną) pokonał R-Trutha i Xaviera Woodsa poprzez submission                                      | Handicap match                                           | 2:53  |
| 4                                                                    | Bad News Barrett pokonał Big E (c)                                                                                 | Singles match o WWE Intercontinental Championship        | 7:55  |
| 5                                                                    | The Shield (Dean Ambrose, Seth Rollins i Roman Reigns) pokonali Evolution (Triple H’a, Randy’ego Ortona i Batistę) | Six-man tag team match                                   | 19:52 |
| 6                                                                    | Bray Wyatt (z Lukiem Harperem i Erickiem Rowanem) pokonał Johna Cenę                                               | Steel Cage match                                         | 21:12 |
| 7                                                                    | Paige (c) pokonała Taminę Snukę poprzez submission                                                                 | Singles match o WWE Divas Championship                   | 6:18  |
| 8                                                                    | Daniel Bryan (c) pokonał Kane’a                                                                                    | Extreme Rules match o WWE World Heavyweight Championship | 22:27 |
| (c) – mistrz/mistrzyni przed walkąP – walka miała miejsce w pre-show | |                                                          |       |

### 2015
Extreme Rules (2015) – gala wrestlingu wyprodukowana przez federację WWE. Odbyła się 26 kwietnia 2015 w Allstate Arena w Rosemont w stanie Illinois. Emisja była przeprowadzana na żywo za pośrednictwem WWE Network oraz w systemie pay-per-view. Była to siódma gala w chronologii cyklu Extreme Rules.
Podczas gali odbyło się osiem walk, w tym jedna podczas pre-show. W walce wieczoru Seth Rollins obronił WWE World Heavyweight Championship pokonując Randy’ego Ortona, gdzie ruch RKO był zbanowany, zaś Kane był osobą otwierającą drzwi klatki. Oprócz tego Roman Reigns pokonał Big Showa w Last Man Standing matchu, zaś John Cena obronił WWE United States Championship wygrywając z Rusevem w Russian Chain matchu. Galę w systemie pay-per-view wykupiono 56 000 razy.
| Nr                                                                   | Wyniki                                                                                                  | Stypulacje | Czas  |
| -------------------------------------------------------------------- | --- | --- | ----- |
| 1P                                                                   | Neville pokonał Bad News Barretta                                                                       | Singles match | 10:36 |
| 2                                                                    | Dean Ambrose pokonał Luke’a Harpera                                                                     | Chicago Street Fight Ambrose i Harper opuścili arenę i dokończyli walkę po zakończeniu pojedynku tag-team          | 56:10 |
| 3                                                                    | Dolph Ziggler pokonał Sheamusa                                                                          | Kiss My Arse match                                                                                                 | 9:16  |
| 4                                                                    | The New Day (Big E i Kofi Kingston) (z Xavierem Woodsem) pokonali Tysona Kidda i Cesaro (c) (z Natalyą) | Tag team match o WWE Tag Team Championship                                                                         | 9:47  |
| 5                                                                    | John Cena (c) pokonał Ruseva (z Laną)                                                                   | Russian Chain match o WWE United States Championship                                                               | 13:35 |
| 6                                                                    | Nikki Bella (c) (z Brie Bellą) pokonała Naomi                                                           | Singles match o WWE Divas Championship                                                                             | 8:10  |
| 7                                                                    | Roman Reigns pokonał Big Showa                                                                          | Last Man Standing match                                                                                            | 19:56 |
| 8                                                                    | Seth Rollins (c) pokonał Randy’ego Ortona                                                               | Steel Cage match o WWE World Heavyweight Championship Ruch RKO jest zbanowany i Kane będzie otwierał drzwi klatki. | 21:02 |
| (c) – mistrz/mistrzyni przed walkąP – walka miała miejsce w pre-show | | |       |